# Hever (Boortmeerbeek)
Hever is een dorp in de Belgische provincie Vlaams-Brabant en een deelgemeente van de gemeente Boortmeerbeek. Het was een zelfstandige gemeente tot deze bij de fusie van 1977 toegevoegd werd aan de gemeente Boortmeerbeek.

## Toponymie
Hever zou afgeleid zijn van Havera, dat "geitenbosje" betekent.

## Geschiedenis
De dorpskern van Hever ontstond op de kruising van de oude heirbaan Leuven-Mechelen en de Walkerengatweg (thans Guido Gezellestraat) die toegang verleende tot het cultuurgebied "Heverveld" en doorliep tot de Donk.

### Middeleeuwen
Hever behoorde lange tijd tot het land van Mechelen. In de Frankische periode zou er bewoning geweest zijn in de omgeving van het Heverveld.
Van circa 900 af behoorde Hever tot het Mechels kapittel (vereniging van kanunniken behorend tot een dom- of collegiale kerk, zijnde Sint Rombout te Mechelen).

### 18e eeuw
Op de Ferrariskaarten (1777) is Hever te zien als een gehuchtje met zo'n 15 huizen, bijna uitsluitend op de Ravesteinstraat. Ten westen ervan lag uitsluitend landbouwgrond en ten oosten moerasachtige weilanden. Rond het Trianon stonden ook zo'n 15 huizen.

### 19e eeuw

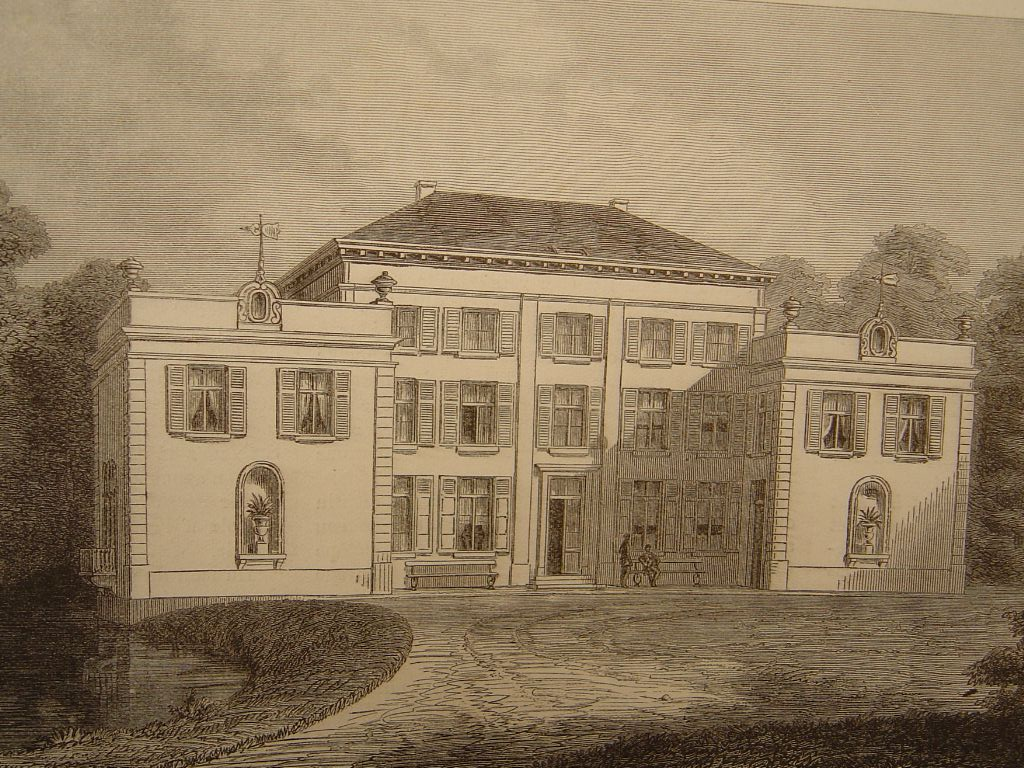
Landhuis van Emile de Meester de Ravestein. Gravure uit L'Illustration Européenne (1872)

Tot begin 19e eeuw bestond het vooral uit primitieve landbouwgronden en moerassige gebieden. In 1860 was er nog geen bewoning in die gebieden met uitzondering van het kasteel van Schiplaken en twee, toen recente, cultuurontginningen, de Duitse hoef nabij de grens met Kampenhout en de Bosbeekhoeve nabij de grens met Elewijt en Hofstade.

## Geografie

### Ligging
Hever ligt in de Brabantse Kempen op een hoogte van 5-10 meter. Het ligt tussen de Dijle en het Kanaal Leuven-Dijle.  De deelgemeente Hever ligt in het westen van de gemeente Boortmeerbeek. De deelgemeente bestaat uit de woonkernen Hever en Schiplaken. Hever behoort tot de Brabantse Kempen. In het noordwesten grenst Hever aan Muizen.

### Hydrografie
Ten noorden van het dorp ligt de loop van de Dijle. Aan de zuidzijde deelt het kanaal Leuven-Dijle Hever in twee.

## Mobiliteit
Hever is gelegen langs de N26, de weg van Leuven naar Mechelen. Een andere belangrijke weg is de Heverbaan die het dorp verbindt met Boortmeerbeek. Daarnaast heeft het dorp een spoorweghalte langs de spoorlijn van Mechelen naar Leuven die eveneens de deelgemeente doorkruist. Met de fiets staat men op 20 minuutjes in het centrum van Mechelen. Vanuit Hever via de Dijle en vanuit Schiplaken via het kanaal.

## Bezienswaardigheden
- De Onze-Lieve-Vrouwekerk die reeds vermeld wordt in 1473. Van de huidige kerk dateren het koor en een transept nog van de 16de eeuw. De kerk werd verscheidene malen vergroot maar in 1854 opnieuw opgebouwd in classicistische stijl na een brand. Het kerkorgel werd in 1981 beschermd als monument en wacht nog steeds op restauratie.
- De voormalige pastorie heeft een kern uit de 17de eeuw. In de 19de eeuw kreeg de pastorie het huidig uitzicht met de bouw van een classicistische gevel. In 1976 werd het gebouw beschermd als monument en de omgeving, waaronder de omgrachting, beschermd als landschap. De voormalige pastorie wordt gebruikt als cultuurcentrum.
- Het Kasteel Ravestein werd reeds vermeld in de 13de eeuw. De laatste eigenaar liet het kasteel bij zijn dood in 1889 na aan de gemeente Hever. Het kasteel werd tot maart 2008 gebruikt als rusthuis voor bejaarden.
- Het Kasteel Schiplaken
- Het Kasteel Trianon
- Het domein Gottendijs

## Demografie
Door de gunstige ligging en de korte afstand tot Mechelen is Hever een woonplaats voor forensen geworden.

## Demografische ontwikkeling
- Bronnen:NIS, Opm:1831 tot en met 1970=volkstellingen; 1976 = inwoneraantal op 31 december

## Politiek

### Burgemeesters
- - 1921 : Armand van Langhendonck
- 1921 - 1964 : Dr. Richard Coen
- 1964 - 1977 : Henri Van Kelst

## Geboren
- Toon Clynhens (2001), wielrenner

## Nabijgelegen kernen
Boortmeerbeek, Muizen, Schiplaken